# Ера (јабука)
Ера или редлав је назив култивара домаће јабуке.

## Порекло
Ова врста култивара је произведена од стране Швајцарца Маркуса Кобелта. Јабука je хибрид направљена од поленизације јабука са црвеним сржом и отпорне на различите болести. Други назив за ову врсте јабуке је и редлав јабука, због њене црвене сржи.

## Опис
Јабука расте на дрвету који се састоји од браонкастог лишћа. Јабука је црвене боје и њен сок подсећа на боју крви. Јабука садржи антиоксидансе који су и до 40 одсто већи од обичне јабуке. Укус јабуке је сладак и од њега се праве сокови који не оксидирају.